# Asphodelus ayardii
Asphodelus ayardii är en grästrädsväxtart som beskrevs av Émile Jahandiez och René Charles Maire. Asphodelus ayardii ingår i släktet afodiller, och familjen grästrädsväxter. Inga underarter finns listade i Catalogue of Life.

## Bildgalleri

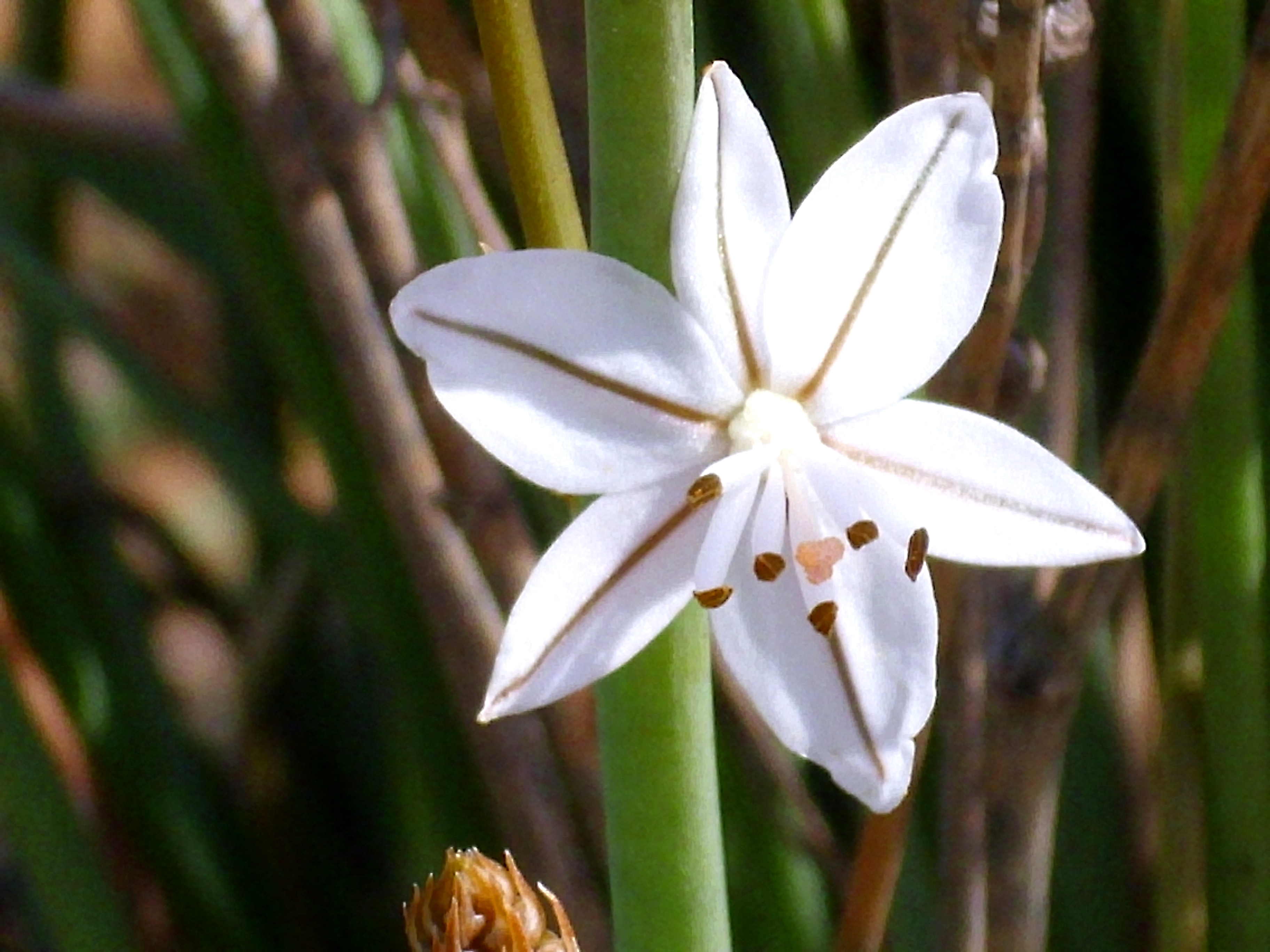
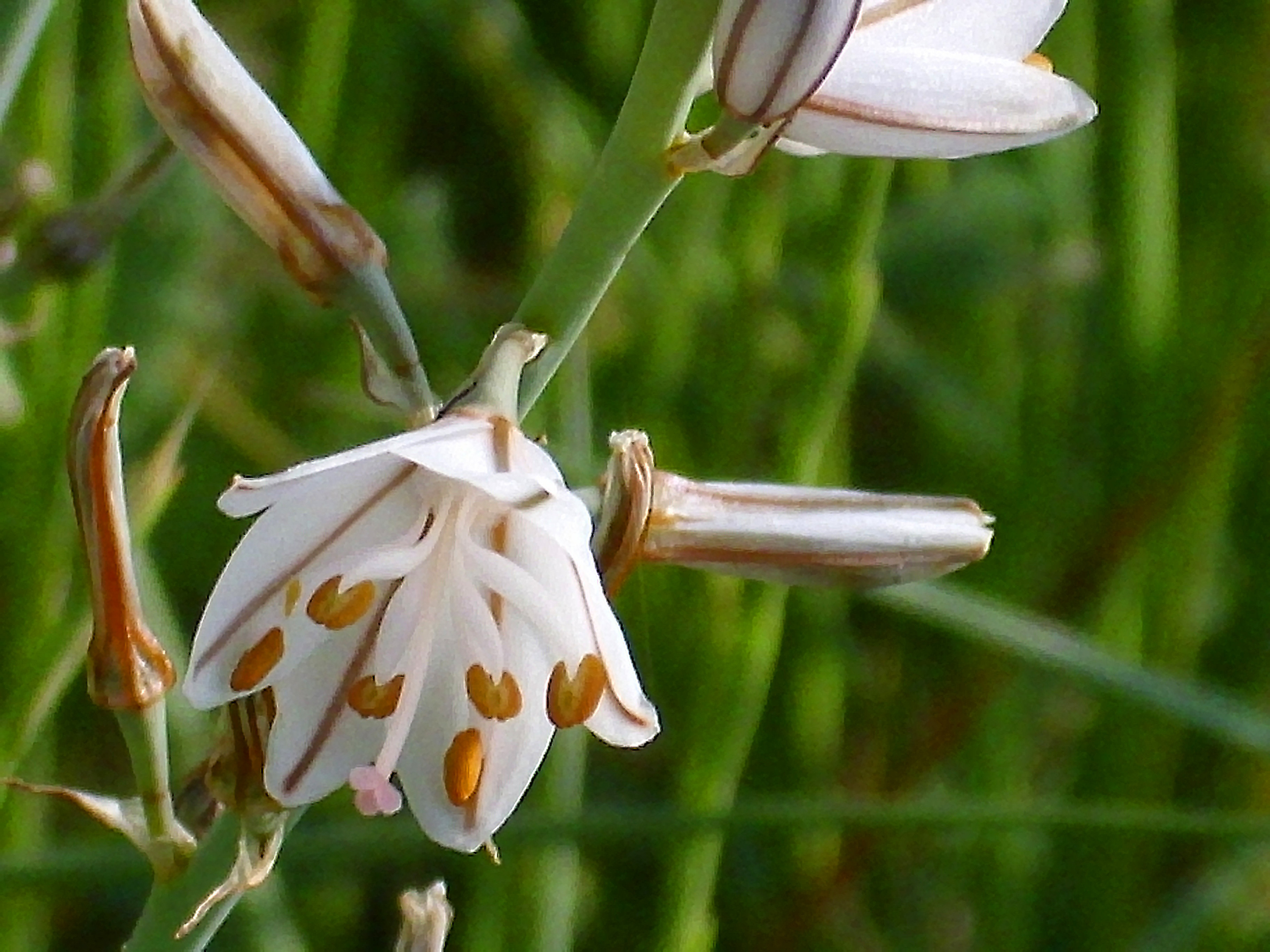
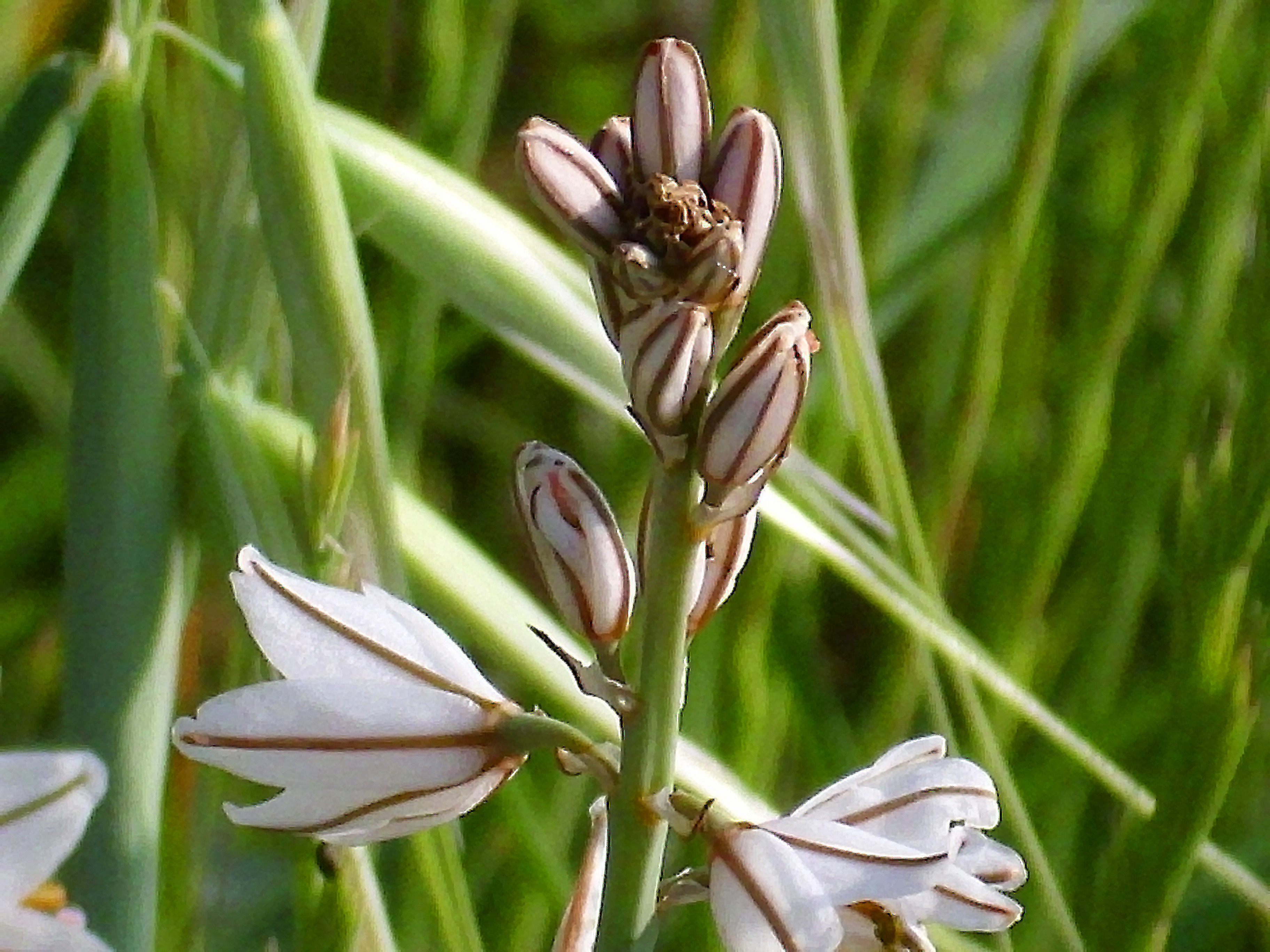
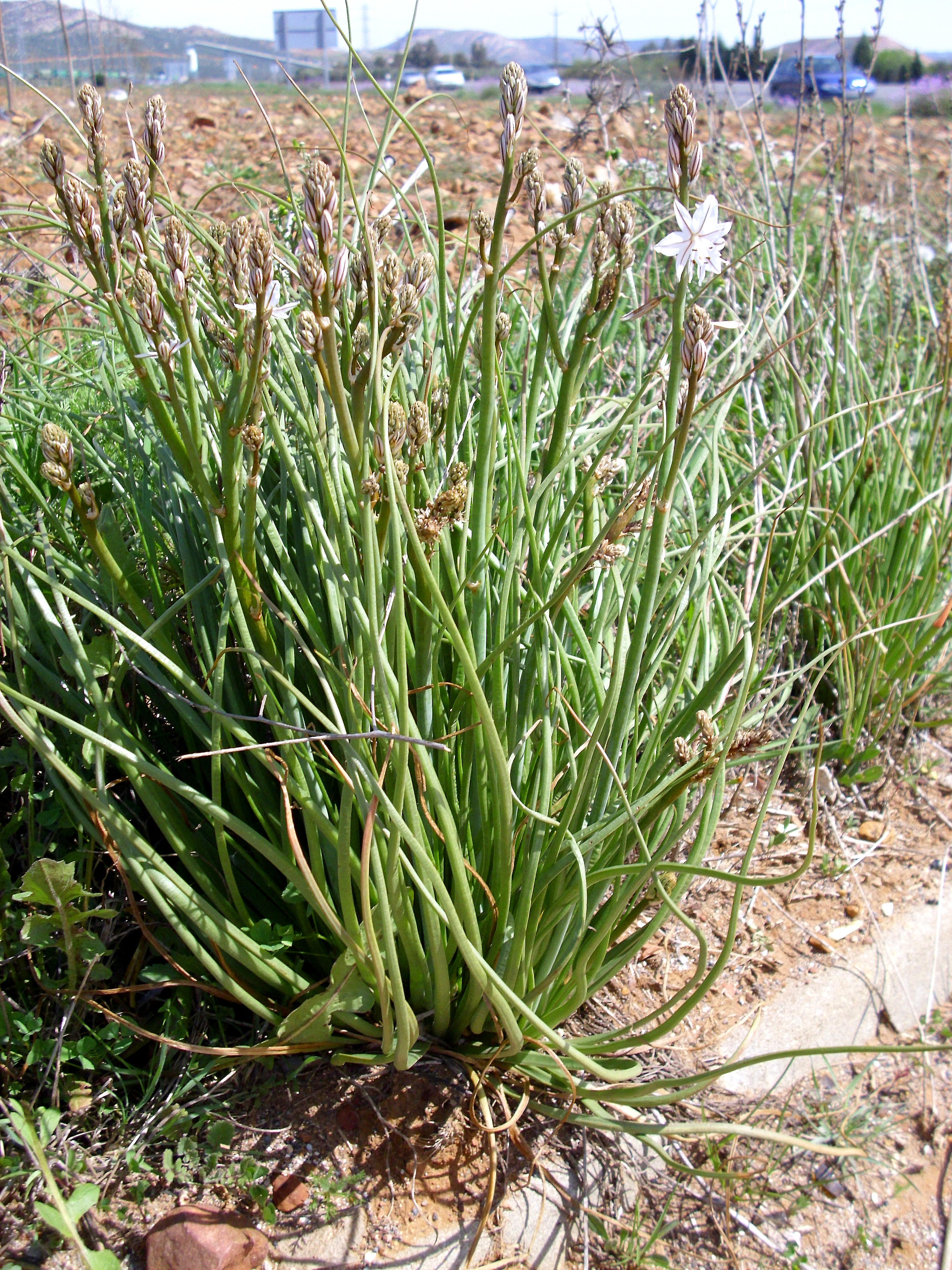
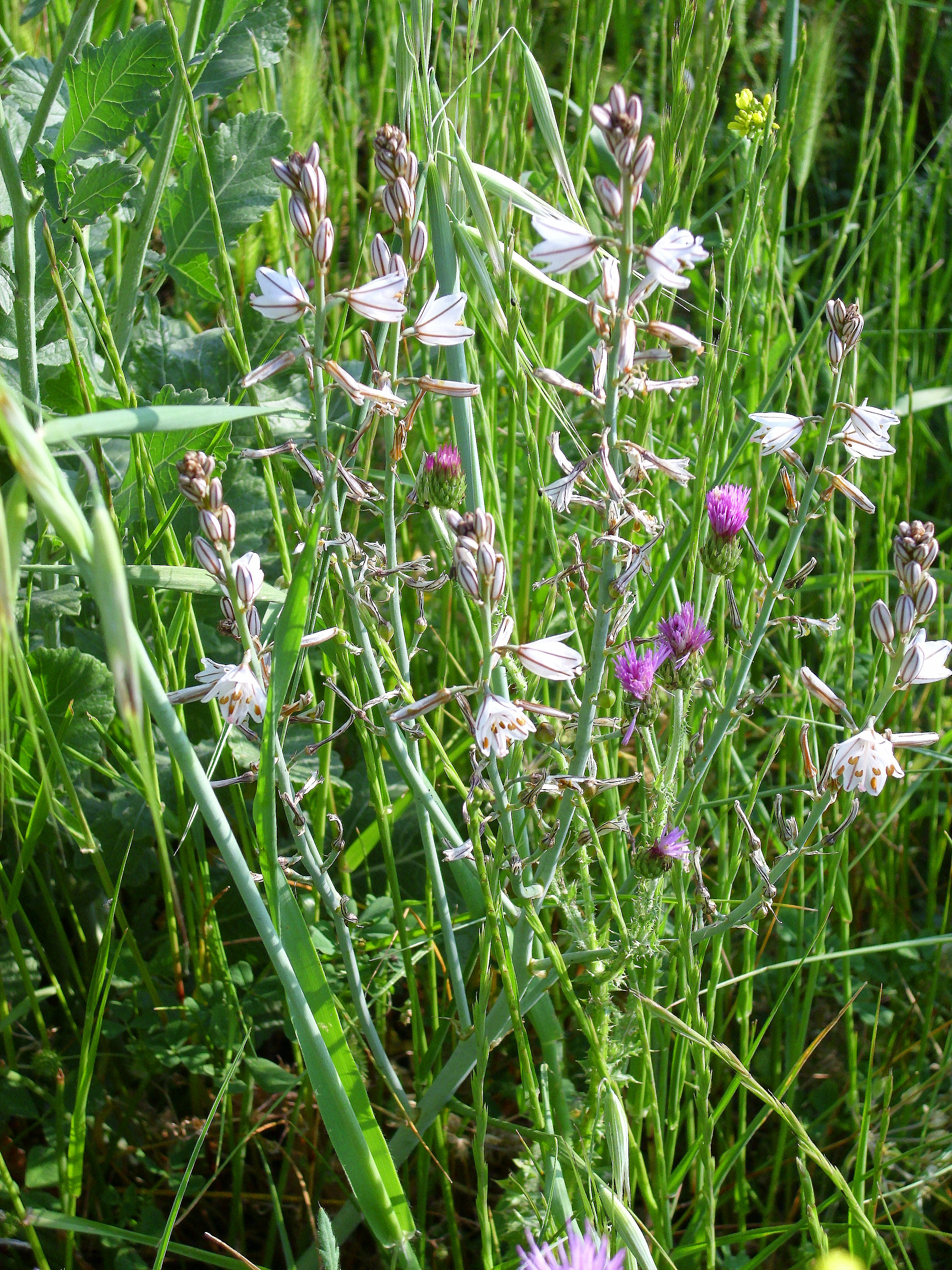
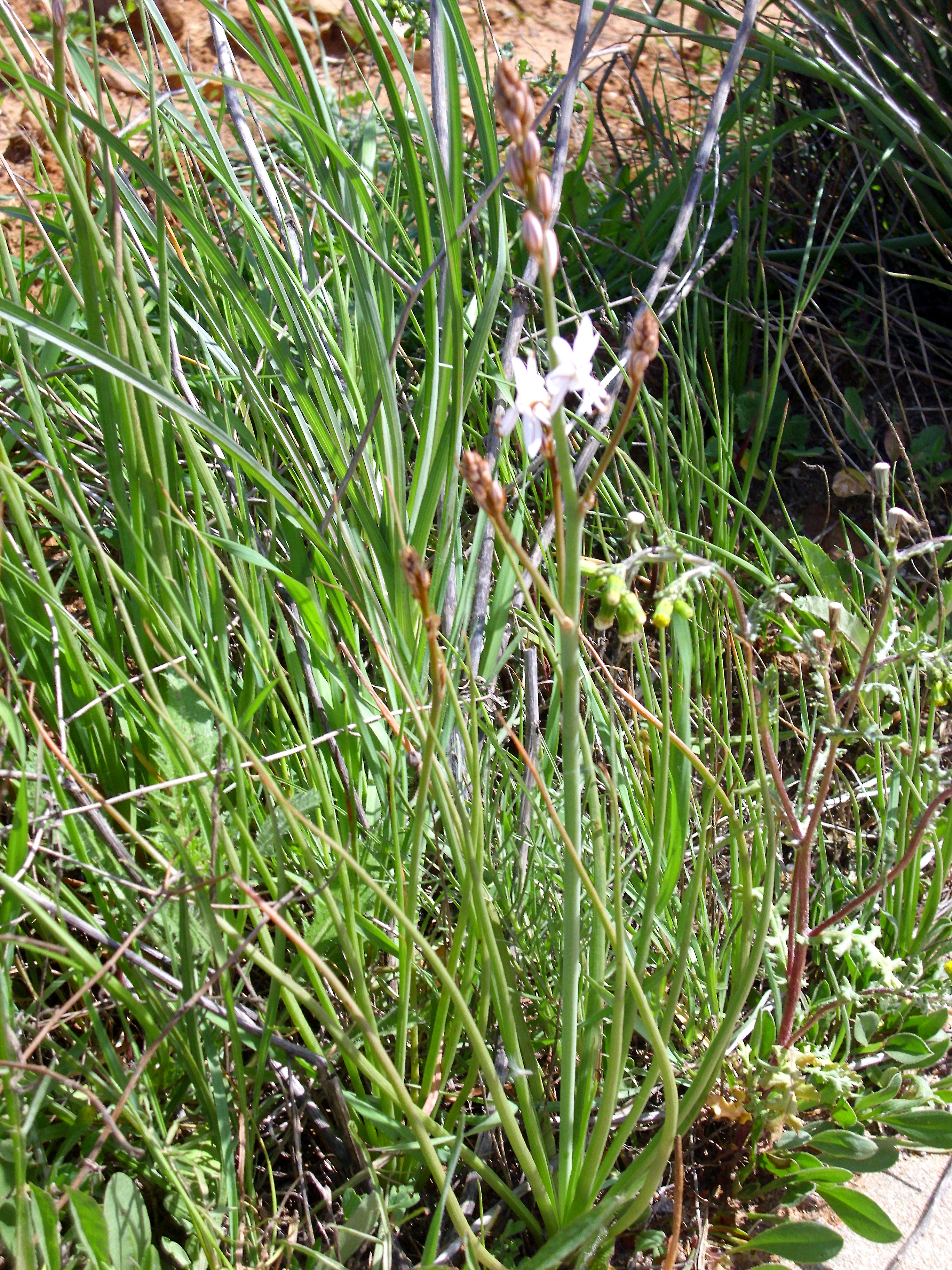